# Становлення науки про масову комунікацію
Ма́сова комуніка́ція (англ. Mass communication)  — це процес передачі інформації групі людей одночасно за допомогою спеціальних технічних засобів — мас-медіа.
Наука про масову комунікацію вивчає засоби за допомогою яких відбувається передача інформації через засоби масової інформації великим сегментам населення одночасно (теорія масових комунікацій).

## Етапи розвитку науки про масову комунікацію

### Перший етап у розвитку науки про масову комунікацію
Початок XX ст — кінець 30-х років. Виникнення інтересу до масової аудиторії. Стрімкий розвиток преси, поширення документального і художнього кінематографу, впровадження радіо в побут створили переконання, що ці мас-медіа мають владу над масовими аудиторіями та впливають на суспільну думку, змінюють ставлення та поведінки індивідів, нав'язують політичні орієнтації. Висвітлення поняття масової аудиторії у соціологічно-психологічних працях. Емпіричний матеріал: успішні результати пропагандистського впливу мас-медіа під час першої світової війни.

### Другий етап у розвитку науки про масову комунікацію
1940-1960-ті роки. Посилення зацікавленість учених до мас як до об'єкту впливу. Зміна уявлення про маси з пасивної аудиторії на активну, від якої залежить ефект впливу засобів масової комунікації на індивідів. Відбувся розквіт теорії масової комунікації у США, де відкривалися школи журналізму та факультети масової комунікації з обов'язковим вивченням масового спілкування.
У 1940 — на початку 50-х років — створення праць, присвячених ефектам та ефективності масової комунікації під час президентських кампаній та підготовки військових у збройних силах США. Значний вплив на дослідників масовокомунікаційних процесів справили концепції Ласвелла, який висловив наступну формулу дослідження феномену: ХТО говорить — ЩО сповіщає — яким КАНАЛОМ — КОМУ — з яким ЕФЕКТОМ. У процесі розвитку досліджень масової комунікації складові формули Ласвелла були розподілені на частини окремих дисциплін: контрольний аналіз (хто), контент-аналіз (що), аналіз аудиторії (кому) і ефект-аналіз (ефект, справлений на аудиторію).
На початку 50- х років дослідники масової комунікації у США вивчали вплив мас-медіа на зарубіжну аудиторію у часи «холодної війни», а пізніше — вплив американських ЗМК на краї́ни «тре́тього сві́ту». Такі дослідницькі програми створювалися та функціонували за підтримки та фінансування уряду, окремими інститутами державної влади і фондами.
Дослідження масових комунікацій в США визначалися як знаряддя для соціального менеджменту та як зброя в соціальному конфлікті. Комунікаційна еліта, яка складалася з провідних у галузі масової комунікації американських та європейських учених, що емігрували до США під час Другої світової війни, писала підручники, взаємодіяла з урядом, входила в редакційні ради провідних журналів, ставала деканами та почесними професорами більшості впливових шкіл комунікації та журналізму в США.
Основою теоретичного підходу до масової комунікації у цей час були уявлення про медіаефекти, які демонструвала масова аудиторія в результаті впливу медіа. Вони проявлялися через інтерес до аудиторії та ступінь її задоволення від ЗМК. Вважалося, що самі ЗМК неефективно впливають на масу і виконують роль дійової особи всередині організованого кимось комунікаційного процесу.
На першому етапі формування теорії масової комунікації учених цікавило, як ЗМК маніпулюють аудиторією, то на другому етапі фокус дослідників перемістився на те, як сама аудиторія оцінює комунікацію, яких впливів вона зазнає незважаючи на свою активну позицію щодо ЗМК та як ефективно зорганізувати масову комунікацію для отримання медіаефектів. Дослідники активно працювали над низкою питань щодо впливовості дій масової комунікації.

### Третій етап у розвитку науки про масову комунікацію
Друга половина 60-х — кінець 70-х років. Період стрімкого розвитку телебачення. Активна організація досліджень, присвячених впливам телебачення на масову аудиторію. Вивчалась роль телебачення у визначенні соціальної реальності та формуванні соціальних норм. Відомим дослідником у даній галузі був англієць Джордж Голлоран, тематика праць якого стосувалася впливу телебачення на зростання жорстокості та злочинності (зокрема підліткової). Також він досліджував ефекти на аудиторію від перегляду демонстрацій. На даному етапі зростав інтерес до студій ефектів телебачення як могутнього чинника під час політичних та рекламних кампаній. Суттєвого поширення набули соціо-психологічні студії, присвячені експозиції поведінки членів аудиторії, що вибірково сприймають інформацію.
Медіа-вплив та медіа-ефекти ЗМК на масову аудиторію залежали від її потреб, бажань, позицій, станів. Дослідники масової комунікації орієнтувались на вивчення ефектів впливу політичних повідомлень на аудиторію в залежності від її потреб та бажань. Зазначений підхід особливо плідно розвивався в рамках теорії використань та задоволень, яка активно розвивалася в 70-х роках на основі теорії прямого впливу. Прибічники теорії використань та задоволень стверджували, що люди активно використовують мас-медіа для задоволення певних людських потреб. Складнощі полягають у визначенні межі впливу мас-медіа, для того щоб її дізнатися варто враховувати поведінку аудиторії. У прихильників теорії використань та задоволень сфокусували свої дослідження на визначення того, що роблять люди з мас-медіа. Відповідно до нових орієнтирів теорії виявилося, що для впливу на маси треба враховувати побажання аудиторії, її потреби. Довіра до мас-медіа буде існувати, якщо їхні пропозиції будуть співзвучні тим, що транслюються ЗМІ.
Таким способом у даний період було сформовано поняття про масову аудиторію ЗМІ як активну масу, від якої залежать медіа-ефекти. На даному етапі розвитку особливої уваги надавалося вивченню впливів, які чинять ЗМК на людей з урахуванням того, що маса є активним суб'єктом масовокомунікаційної реальності.
Такі впливи на маси аналізувалися в контексті того, що ЗМІ відіграють важливу роль у виробленні та конституалізації пріоритетів соціального життя в рамках дихотомії «запити аудиторії» — «сили контролю над інформацією, яку вона одержує», коли подання інформації у ЗМІ узгоджуються зі шкалою цінностей, яка визначається не медіа-організаціями, а самою політичною системою суспільства. У цей період зростають громадські рухи, виникають неурядові організації за «екологію ефіру» та «екологію культури», метою яких є очищення ефіру від програм низького культурного змісту та антигуманної спрямованості, підняття морального рівня.

### Четвертий етап у розвитку науки про масову комунікацію
З 80-х років до кінця ХХ століття. Вивчення аудиторії ЗМК, її соціальної структури. У теорії ЗМК важливими стали такі поняття: масова культура, мас-медіа та суспільство, розвиток і суспільство, комунікація і культурне домінування, культурна залежність, культурний плюралізм.

## Вплив наукових шкіл та вчень на розвиток науки про масову комунікацію
Наука про масову комунікацію розвивалася у межах соціологічних, філософських, психологічних та інших шкіл та під впливом поширених вчень, що були популярними і мали великий вплив на різні дослідження.

### Чиказька школа
1894—1904 рр, була заснована Дж. Дьюї під час викладання у Чиказькому університеті. Прихильникам цієї школи притаманний прагматизм як науковий погляд на життя. Представники школи: Дж. Тафтс, Е. Еймс, Е. Мур. Істинне та варте уваги вважається лише те, що дає практичний результат і корисне для людей. Гуманізм — основоположний для діяльності людини і спільнот. Дослідження медіа, що проводилися представниками цієї школи, зосереджувалися на означених рисах та особливостях.

### Віденський гурток
Розпочав свою діяльність 1922 року під керівництвом М. Шліка. До групи цього вченого входили Ґ. Берґман, Ф. Франк, Ф. Вайсман, В. Крафт та інші. Вчені зосереджувалися на логічному аналізі наукового знання. Вони вважали єдино можливим лише наукове знання, що виникало емпірично й логічно. Логічний позитивізм як філософський напрям першої половини ХХ століття визначав і тогочасні медіа-дослідження. Віденський гурток припинив свою діяльність після окупації Австрії нацистами у 1938 році.

### Франкфуртська школа
Створена в Інституті соціальних досліджень Франкфуртського університету у 1923 році неомарксистом Ф. Вейлом. Представники школи: Ф. Полок, К. Ґрюнберґ, Е. Фромм, К. Ландавер, Ю. Габермас запровадили поняття соціальної філософії, розвинули метод аналізу, названий критичною теорією, в рамках якої розкриваються приховані владні стосунки всередині культурного феномена. З приходом Гітлера представники школи працювали в Женеві, Лондоні, Парижі, США і повернулися до Німеччини в 1950 році.

### Бірмінгемська школа (Британські культурні студії)
Школа, заснована на базі Центру сучасних культурних студій при Бірмінгемському університеті у 1963—1964 роках. Представники школи: Р. Гоґ- ґарт та С. Голл (засновники), Р. Вільямс, А. Макробін. Вчені особливо цікавилися мас-медійною тематикою, розробляли концепт медіа імперіалізму. Аудиторія розглядалась як форма опозиції панівній ідеології. Теоретичною основою досліджень для представників цієї школи були марксизм і по- літекономія, постструктуралізм, критична теорія і фемінізм.

### Марксизм
Теоретичний основою даної школи є історичний матеріалізм та політекономія. Історія розглядається як історія боротьби між класами; де розвитку нових форм виробництва слідують виникнення прогресивних класів, які перемагають панівний клас у революційній боротьбі. Карл Маркс представив політичну доктрину комунізму, за якої держава є власником продуктів виробництва, а класовий розподіл усувається, всі живуть за потребами. Марксизм ліг в основу багатьох теорій масової комунікації.

### Психоаналіз
Вперше термін було вжито Фрейдом у 1902. Несвідоме виступає як прихована сфера первинних інстинктів, у першу чергу сексуального. Первинні інстинкти призводять до накопичення енергії в людині, а невитрачена енергія, надлишкова впливає і на психіку людини. Проте витрачання енергії може спрямовуватися у духовну й творчу сферу й проектуватися на людську активність — заняття філософією, політикою, творчістю тощо, у тому числі енергія від первинних інстинктів може відбиватися й на характері спілкування.

### Біхевіоризм
В основі вчення лежить методологія наукового об'єктивізму. Напрям є опозиційним до психоаналізу з його інтерпретативністю. Прихильники біхевіоризму вважають, що лише поведінка може досліджуватися об'єктивно. Розумові ж процеси не підлягають дослідженню, бо недоступні для об'єктивних методів. Через це під час досліджень мотивації поведінки не беруться до уваги, вона розглядається як реакція на стимул. Комунікативна поведінка в рамках теорії біхевіоризму досліджується саме в системі «стимул — мовна реакція».

### Функціоналізм
Вивчення структурних зв'язків між фактами соціального життя, соціальними структурами, культурними нормами і цінностями та особою. Це вчення було поширено в Британії на початку ХХ ст. У 50—60-х роках став основним напрямом в американській теорії. Ідеї структурного функціоналізму активно використовувалися і в дослідженнях масової комунікації, зокрема Р. Мертоном та П. Лазарсфельдом. Вони досліджували функціонування медіа в системі соціальних структур.

## Новітній, вітчизняний етап науки про масову комунікацію

### Становлення вітчизняної наукової школи масової комунікації
З розпадом Радянського Союзу в Україні почала формуватися наукова школа масової комунікації. У 90-ті роки було опубліковано ряд робіт, присвячених масовому спілкуванню. Зокрема, до їх авторів належать Москаленко, Губерський, Іванов, Вергун, Зернецька. Наукові праці того періоду стали підґрунтям для становлення української наукової школи масової комунікації.
Формування будь-якої наукової школи не відбувається раптово, цьому передує робота багатьох учених. Школа проходить підготовчий етап свого становлення, накопичення наукових знань, щоб перейти до розробки єдиної поняттєво-термінологічної системи, координації та планування наукових досліджень, видання монографічних робіт, наукових журналів, бюлетенів, які репрезентували б наукову школу. Підготовчий етап завжди характеризується певною стихійністю в плануванні наукових досліджень, формуванні поняттєвої системи, різнотлумаченням наукових фактів, боротьбою наукових поглядів учених у межах єдиного суспільно-наукового простору. Початок літочислення вітчизняної наукової школи масової комунікації слід пов'язувати з організаційними моментами, зокрема зі створенням науково-освітніх осередків з масового спілкування в університетах країни.
У 2000 році вперше в історії української освіти розпочато професором В. В. Різуном викладання курсу «Теорія масової комунікації» в Інституті журналістики Київського національного університету імені Тараса Шевченка. Цю дисципліну було включено до навчальних планів для підготовки журналістів, видавців та редакторів, а згодом і рекламістів та фахівців зі зв'язків із громадськістю. Через Наукову методичну комісію з журналістики при МОН України навчальні плани активно поширюються по університетах країни і «Теорію масової комунікації» почали викладати майже в усіх навчальних закладах, де готують журналістів.
У 2000 році Вчена рада Київського національного університету імені Тараса Шевченка затверджує наукову школу з журналістикознавства та теорії масової комунікації під керівництвом професора В. В. Різуна.
У 2002 році в Інституті журналістики відкривається перша в Україні кафедра теорії масової комунікації (нині кафедра соціальних комунікацій), яку заснував й очолив професор В. В. Різун, а в 2006 році в системі академічної науки засновується в Інституті соціальної і політичної психології АПН України лабораторія психології масової комунікації та медіаосвіти, керівник — старший науковий співробітник Л. А. Найдьонова. На кафедрі теорії масової комунікації в рамках наукової школи з журналі- стикознавства та теорії масової комунікації розгортається системна робота на створення наукової школи: укладається бібліографічний покажчик із питань масового спілкування, опрацьовується наукова література, готується монографічне дослідження з історії науки про масове спілкування, починається робота над унормуванням термінологічно-поняттєвої системи.
2006 рік — здійснено заходи, які сприяли розвитку досліджень у сфері масового спілкування і формування наукової школи. Ідея вивчення масової комунікації й підготовки відповідних фахівців була визнана державою через включення масового спілкування у галузь соціальних комунікацій. Постановою Кабінету Міністрів України від 13 грудня 2006 року за № 1718 «Про доповнення переліку галузей науки, з яких може бути присуджений науковий ступінь» і наказом Вищої атестаційної комісії України від 14 грудня 2007 року за № 67 «Про внесення змін і доповнень до Переліку спеціальностей, за якими проводяться захисти дисертацій на здобуття наукових ступенів кандидата наук і доктора наук, присудження наукових ступенів і присвоєння вчених звань» держава фактично визнала галузь суспільного спілкування, в тому числі й масового, як окремий науковий напрям.
2008 рік — створення вищою атестаційною комісією України під керівництвом професора В. В. Різуна експертної ради з соціальних комунікацій. До неї увійшли: Владимиров, Скотникова, Бебик, Зелінська, Ільганаєва, Квіт, Михайлин, Потятиник, Романюк, Серажим, Холод, Черняков, Чукут. Ця експертна рада покликана проводити експертизу наукових досліджень для присвоєння наукових ступенів кандидата й доктора з соціальних комунікацій. Ставиться питання про координацію наукових досліджень у цій галузі в Україні; члени експертної ради домовляються про підготовку першої вітчизняної монографії, присвяченої означеній проблематиці.